# Augustodurum
Ne doit pas être confondu avec Augustodunum.
Augustodurum est le nom antique de l'actuelle ville de Bayeux, située dans le Bessin. Ce toponyme signifie en français : le « forum d'Auguste ».

## Toponymie
Augustodurum est construit sur le celtique duro- « porte » (cf. breton dor), mais ici pris au sens de « forum » pour traduire le mot latin.

## Histoire

Plan à l'époque romaine.

Le site fut la capitale des Bajocasses, peuple de l'ancienne Gaule dont le nom apparaît avec Pline l'Ancien, et un lieu de culte, au mont Phaunus, à l'est de la ville. Les historiens ne possèdent pas de preuves de l'existence d'une ville celte antérieure à l'époque de l'Empire romain. Bayeux se limitait sans doute à des cabanes disséminées sur les bords de l'Aure et de la Drôme, à l'emplacement de l'actuelle Saint-Loup-Hors et aux habitations des druides sur le mont Phaunus où ils célébraient leur culte. Mais César envahit les Gaules et un de ses lieutenants, Titus Sabinus, pénétra dans le Bessin et soumit ce pays à la domination romaine. Mais les preuves de l'occupation humaine du territoire sont antérieures comme en témoigne le camp fortifié du cavalier d'Escures à Commes avec ses fortifications dominant la mer d'un côté, la vallée de l'Aure de l'autre. Un autre camp fortifié existait à Castillon, d'une surface de 35 hectares.
C'est au Ier siècle av. J.-C. sous Auguste, dont elle prendra le nom Augustodurum, qu'une puissante forteresse va se constituer et devenir l'une des vingt-trois cités de la Lyonnaise II. Les informations que nous possédons sur le Bayeux antique restent encore succinctes. Le nom d'Augustodurum apparaît sur la table de Peutinger. Sur cette carte une voie romaine relie les civitas de Rotomagus (Rouen), Araguena (Aregenua) (Vieux), Augustodurum, Crociatonum (Saint-Côme-du-Mont ?), Alauna (Valognes), Coriallo (Cherbourg).
La ville est citée par Ptolémée, qui vivait sous Antonin le Pieux, sous le nom de Noemagus Biducassium et a conservé ce nom jusqu'à la domination romaine, elle est ensuite désignée sous le nom de Bajocassum.

## Vestiges antiques

Plan des thermes établi à partir des fouilles de 1882 et de 1985-1986.

La ville fut bâtie au carrefour important entre Noviomagus Lexoviorum (Lisieux) et Alauna (Valognes), c'est cet axe que suit la decumanus maximus, l'actuelle Grand-rue. La ville se développe d'abord sur la rive ouest du fleuve, elle devient un centre commercial et artisanal important en Normandie. Sur les pentes du mont Phaunus, partagé aujourd'hui entre Bayeux et Saint-Vigor-le-Grand, des fouilles archéologiques ont permis de mettre au jour des restes de nécropoles. Le mont Phaunus, ancien centre druidique[réf. nécessaire], a eu une importance particulière dans la construction de l'identité religieuse de la ville.
De la cité antique, il subsiste des vestiges du Bas-Empire une enceinte presque quadrangulaire — un castra de 450 × 350 m — dans la cour de l'hôtel du Gouverneur, rue Bourbesneur qui fut recouverte par l'enceinte médiévale. Ce rempart gallo-romain édifié la fin du IIIe siècle ou au début du IVe siècle, est également visible rue Tardif, au parking des remparts et au chevet de la cathédrale. Faisant 8 m de haut et de 2 à 4 m d'épaisseur selon les endroits, il est détruit à partir des années 1770, répondant aux préoccupations sanitaires de l'hygiénisme naissant, au désir de clarté et d'essor de la ville.
Augustodurum possédait de nombreuses villae romaines et deux bâtiments thermaux, l'un situé sous l'actuelle église Saint-Laurent et l'autre sous l'ancienne Poste, rue Laitière. Ceci témoigne de l'adoption des coutumes et des croyances romaines car on y a trouvé une tête sculptée de Minerve, conservée au musée Baron Gérard. Au XIXe siècle, la mise au jour sous la cathédrale d'énormes blocs sculptés avait fait pressentir l'existence d'un important édifice gallo-romain. En 1990, une fouille menée sur le bas-côté nord de la cathédrale a confirmé ce point de vue.

### Les vestiges à travers la ville
Son flanc nord suit parallèlement, mais 50 m plus au nord, les rues Saint-Malo (nos 34 et 48) et Saint-Martin (nos 5, 6 et 7). Dans la rue Saint-Malo, il subsiste dans les jardins des nos 4, 8 et 8bis des pans de murs, et au no 32, à la suite d'une fouille de sauvetage effectuée en 1984-1985, il a été mis au jour un tronçon du fossé en « V » très évasé, profond de 4,80 m et large d'une quinzaine de mètres, et de la benne, de 3 m de large, de l'enceinte. Rue Genas-Duhomme, dans un parking, un tronçon est visible.
Le flanc est de l'enceinte courait au long de la rue Larcher où un fragment est visible. La muraille de ce côté était percée de deux portes : La porte Saint-Martin à l'extrémité nord de la rue Saint-Martin et la porte Saint-Vigoret sur la rue Laforestie.
Son flanc sud se poursuivait au nord, un peu en retrait de la rue Tardif, jusqu'au centre de la rue des Terres et se terminait par une tour d'angle. Au débouché de la rue des Chanoines, s'ouvrait une troisième porte : la porte Arborée. Des vestiges de l'enceinte romaine sont visibles au fond de la cour de l'hôtel du Gouverneur,aux nos 6, 8 et 10 de la rue Bourbesneur.
Quant au flanc ouest, il passait entre les rues Royale et Général-de-Dais. La quatrième, et dernière porte, la porte Saint-André, s'ouvrait au débouché de la rue Saint-Malo, à proximité de la tour d'angle nord-ouest, du XIIe siècle, de l'enceinte médiévale, la seule encore existante et qui est située dans le jardin du no 68bis rue Saint-Malo.
À noter, que le château médiéval, bâti par Richard Ier de Normandie, dans l'angle sud-ouest du bourg, à peu près au centre de la place Charles-de-Gaulle, a été construit à l'emplacement d'un important bâtiment de l'époque romaine, probablement militaire.